# Kap Boggs
Das Kap Boggs ist eine massige und vereiste Landspitze am östlichen Ausläufer der Eielson-Halbinsel im Osten des Palmerlands. Sie markiert die Grenze zwischen der Black-Küste und der sich nach Norden anschließenden Wilkins-Küste.
Entdeckt wurde das Kap von Wissenschaftlern der United States Antarctic Service Expedition (1939–1941), die das Gebiet 1940 an Land und aus der Luft erkundeten. Benannt ist es nach Samuel Whittemore Boggs (1889–1954), einem Geographen des US-Außenministeriums, dessen politische und geographische Studien zu Antarktika vom USAS genutzt wurden.